# Chiclayo

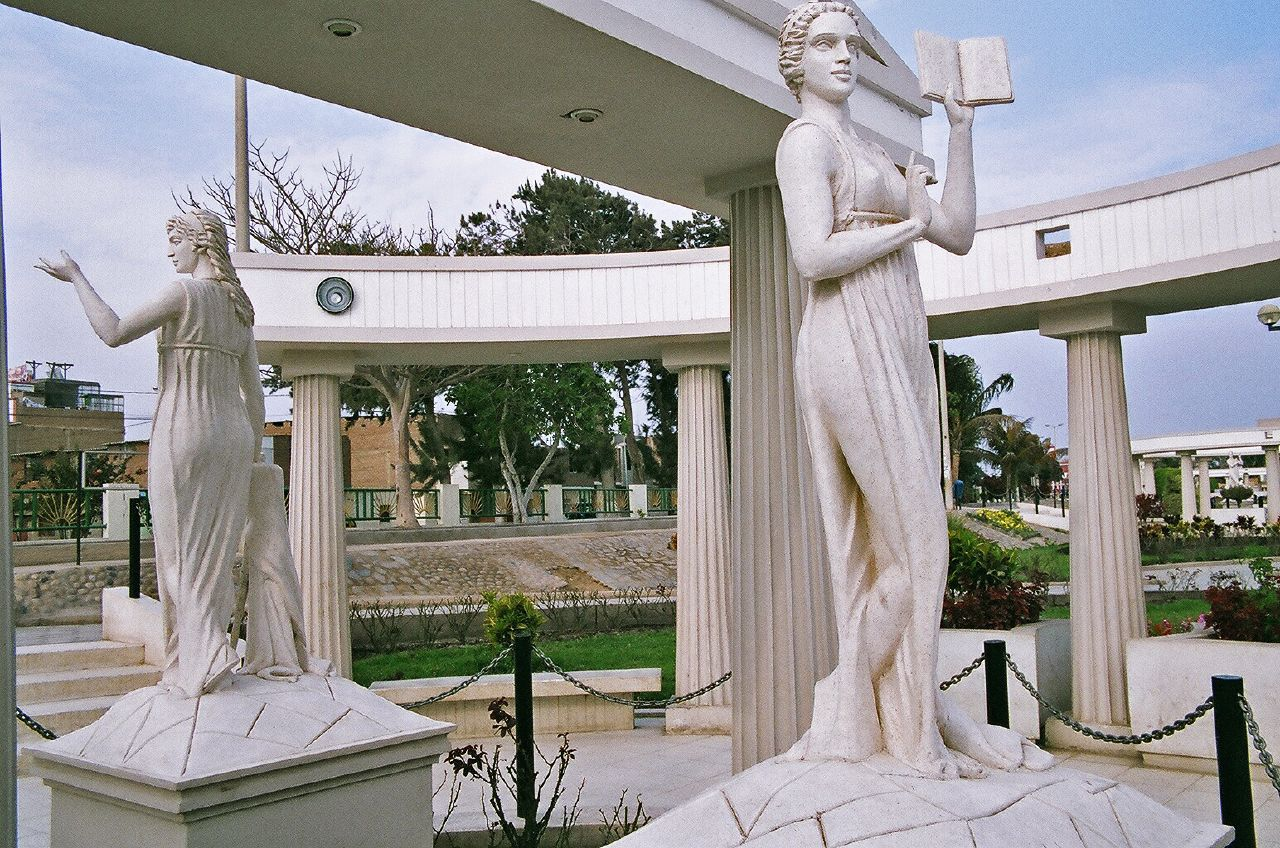
Sochy v Chiclayu

Chiclayo (španělská výslovnost: [tʃiklaʝo]) je hlavní město departementu Lambayeque v severním Peru. Nachází se 13 kilometrů od pobřeží Tichého oceánu a 770 kilometrů od hlavního města Peru, Limy. Od roku 2011 je pátým nejlidnatějším městem v Peru, s populací 629 990 obyvatel zahrnující 6 městských částí: Chiclayo, José Leonardo Ortiz, La Victoria, Pomalca, Reque a Pimentel; je hlavní město čtvrté nejlidnatější metropolitní oblasti Peru.
Město bylo založeno španělskými průzkumníky v 16. století jako „Santa María de los Valles de Chiclayo“, 15. dubna 1835 ho vyhlásil Chiclayo peruánský prezident Felipe Santiago Salaverry městem. Salaverry pojmenovával Chiclayo jako „hrdinské město“ a uznával odvahu svých občanů v boji za nezávislost. Ostatní přezdívky pro Chiclayo jsou „hlavní město přátelství“ a „perla severu“.
Chiclayo je jedna z nejdůležitějších městských oblastí v Peru. Je to páté největší město v Peru, po Limě, Callau, Arequipě, a Trujillu. Město má 738 000 obyvatel, zatímco metropolitní oblast má 972 713 obyvatel.
Město bylo založeno v blízkosti významného archeologického prehistorického naleziště, Severowarijských ruin, které tvoří pozůstatky města ze 7. do 12. století v době Říše Wari.

## Městská správa
V čele města stojí starosta, který je se zastupitelstvem volen na čtyřleté období. Starostu má i každá městská část.

### Seznam starostů Chiclaya
| Volební období | Starosta                   | Politická strana                         |
| -------------- | -------------------------- | ---------------------------------------- |
| 1993–1995      | Arturo Chistillo Chirinos  | AP-FREDEMO                               |
| 1996–1998      | Miguel Angel Bartra Grosso | AP-FREDEMO                               |
| 1999–2002      | Miguel Angel Bartra Grosso | Adelante Chiclayo                        |
| 2003–2006      | Arturo Chistillo Chirinos  | AP-FREDEMO                               |
| 2007–2011      | Roberto Torres Gonzáles    | Todos por Lambayenque-Manos Limpias      |
| 2011–2015      | Roberto Torres Gonzáles    | Movimiento Regional de las Manos Limpias |
| 2015–2018      | David Cornelo Chinguel     | Alianza para el progreso                 |

## Správní dělení
Centrum města Chiclaya je rozděleno do 3 obvodů. Do aglomerace města náleží obvody Pomalca, Pimentel a Reque. Celková rozloha činí 252,39 km². Centrální městské distrikty hraničí na severu s distrikty PICSI, JL Ortiz a Lambayeque, na jihu s Monsefú Reque a La Victoria, na východě s Pomalca, na západě s San Jose Pimentel.
| Centrum Chiclaya    |
| Obvod               |
| ------------------- |
| Chiclayo            |
| José Leonardo Ortiz |
| La Victoria         |

## Geografie

### Podnebí
Chiclayo má teplé a velmi suché aridní pouštní podnebí, slunce svítí po celý rok. Vzhledem k tomu, že se město Chiclayo nachází v tropickém pásmu blízko rovníku, počasí by mělo být horké, vlhké a deštivé, ale je subtropické, s příjemnou teplotou, suché a deštivé; to je způsobeno silnými větry nazývanými „cyklony“, které snižují teplotu na mírné klima po většinu roku, s výjimkou v letních měsících (listopad–březen). Periodicky každých 7, 10, 15 let se vyskytují vysoké teploty, s pravidelnými srážkami a extrémními vzestupy říční vody.
| Chiclayo (1961–1990) – podnebí | Chiclayo (1961–1990) – podnebí | Chiclayo (1961–1990) – podnebí | Chiclayo (1961–1990) – podnebí | Chiclayo (1961–1990) – podnebí | Chiclayo (1961–1990) – podnebí | Chiclayo (1961–1990) – podnebí | Chiclayo (1961–1990) – podnebí | Chiclayo (1961–1990) – podnebí | Chiclayo (1961–1990) – podnebí | Chiclayo (1961–1990) – podnebí | Chiclayo (1961–1990) – podnebí | Chiclayo (1961–1990) – podnebí | Chiclayo (1961–1990) – podnebí |
| Období                         | leden                          | únor                           | březen                         | duben                          | květen                         | červen                         | červenec                       | srpen                          | září                           | říjen                          | listopad                       | prosinec                       | rok                            |
| ------------------------------ | ------------------------------ | ------------------------------ | ------------------------------ | ------------------------------ | ------------------------------ | ------------------------------ | ------------------------------ | ------------------------------ | ------------------------------ | ------------------------------ | ------------------------------ | ------------------------------ | ------------------------------ |
| Průměrné měsíční maximum [°C]  | 29,1                           | 30,5                           | 30,3                           | 28,8                           | 26,6                           | 24,9                           | 23,6                           | 23,4                           | 23,6                           | 24,2                           | 25,3                           | 27,1                           | 26,4                           |
| Průměrné měsíční minimum [°C]  | 19,3                           | 20,5                           | 20,5                           | 19,1                           | 17,8                           | 16,7                           | 15,7                           | 15,3                           | 15,2                           | 15,6                           | 16,3                           | 17,6                           | 17,5                           |
| Průměrné srážky [mm]           | 5,9                            | 2,4                            | 8,8                            | 4,0                            | 1,3                            | 0,4                            | 0,0                            | 0,3                            | 0,6                            | 0,8                            | 1,9                            | 0,5                            | 26,9                           |
| [zdroj?]                       |                                |                                |                                |                                |                                |                                |                                |                                |                                |                                |                                |                                |                                |

## Doprava

### Letecká doprava
Letiště kapitána FAP Josého A. Quiñonese Gonzálese (IATA: CIX, ICAO: SPHI) je letiště obsluhující Chiclayo a okolní metropolitní oblast. Provozuje ho soukromý provozovatel letiště ADP, stejně jako i další letiště v severním Peru. Terminál má přistávací dráhu dlouhou 2520 m × 45 m.
V současné době obsluhují mezinárodní letiště v Chiclayu čtyři letecké společnosti, které nabízí spojení do Limy, Tumbes a zejména do Iquitos.

### Oblast
Chiclayo, díky své poloze, slouží jako místo propojení pro různá města na severovýchodě země a ve městě jsou různé autobusové společnosti, které nabízejí služby do měst, jako jsou Lima, Trujillo, Piura, Cajamarca, Chota, Cutervo, Bagua, Jaén, Chachapoyas, a Tumbes. Pro uspokojení poptávky po dopravě má město dva různé pozemní terminály, jeden se nachází na jižním konci města a druhý na severním konci na Panamerické dálnici. Značný počet autobusových společností má své vlastní terminály, mnoho z nich se nachází v blízkosti centra města a v okolních oblastech. Tyto vnitřněprovinční autobusy přispívají k dopravnímu přetížení v centru města Chiclaya. Ve snaze vyřešit tento problém města vláda navrhla plán na vybudování hlavního nádraží ve městě.
Regionálně existují různé veřejné služby, jako jsou minibusy, tácky, skupiny, které poskytují služby v rámci okresů a provincií v departementu Lambayeque. K dispozici je také ohromující množství soukromých taxíků, které neustále troubí v celé centrální části města, což způsobuje velké množství nežádoucího akustického smogu.

## Populace

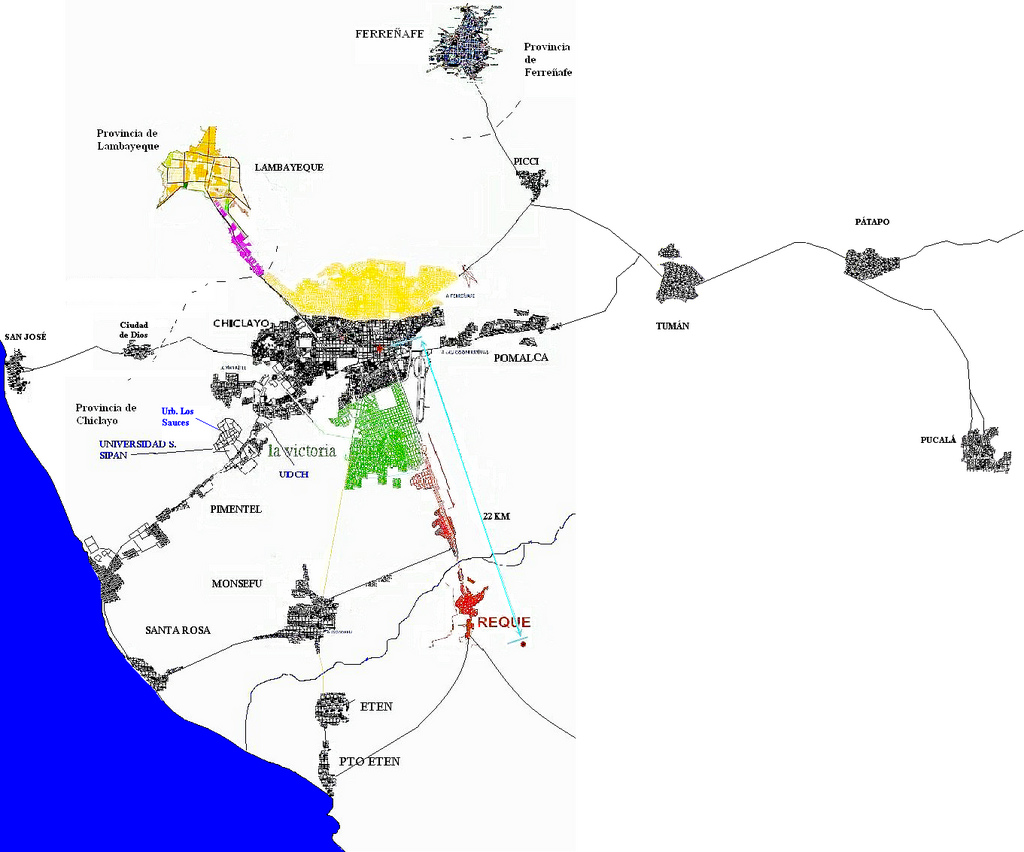
Mapa Chiclaya

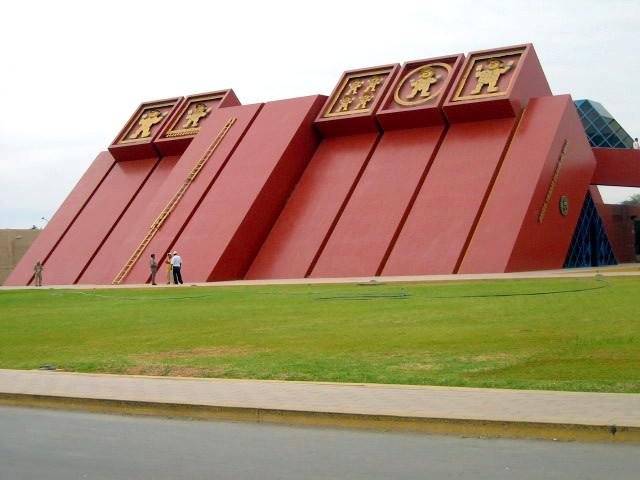
Královské hrobky muzea Sipan leží v departementu Lambayeque a jsou součástí metropolitní oblasti Chiclaya

Přední strana katedrály v Chiclayu

Podle sčítání obyvatel a obydlí, provedeného v roce 2007, žije na území města 574 408 obyvatel. V metropolitní oblasti žije 930 824 obyvatel Monsefú a Lambayeque deset minut od zpevněné dálnice. V rámci třicetiminutového rozsahu jsou v pořadí hierarchie města Ferreñafe, Santa Rosa, Eten, Illimo a Tuman. Chiclayo je ve středu delty řeky Chancay v úrodném údolí.
| Distrikty Chiclaya  | Rozloha (km2) | Počet obyvatel (2007) | Domácnosti (2007) | Hustota zalidnění (obyv./km²) | Nadmořská výška (m) | Vzdálenost od hlavního náměstí (km) |
| ------------------- | ------------- | --------------------- | ----------------- | ----------------------------- | ------------------- | ----------------------------------- |
| Chiclayo            | 50,35         | 260 948               | 60 325            | 5182,7                        | 27                  | 0 km                                |
| José Leonardo Ortiz | 28,22         | 167 717               | 34 641            | 5943,2                        | 28                  | 1,5 km                              |
| La Victoria         | 29,36         | 77 699                | 16 447            | 2646,4                        | 23                  | 2,4 km                              |
| Pomalca             | 80,35         | 23 092                | 5802              | 287,39                        | 29                  | 7 km                                |
| Reque               | 47,03         | 12 606                | 3664              | 268,04                        | 21                  | 8 km                                |
| Pimentel            | 63,53         | 32 346                | 9301              | 486,2                         | 4                   | 11,9 km                             |
| Celkem              | 301,84 km²    | 574 408               | 130 180           | 1903,02                       | —                   | —                                   |

Podle plánovacího ředitele Chiclaya bude[kdy?] distrikt San José patřit do provincie Lambayeque a bude kompletně integrován s městem Chiclayo. Okres má v současné době populaci 12 156 obyvatel. V současné době je většina z okresu urbanizovaná se zbytkem Chiclaya.

## Vzdělání a kultura

### Vysokoškolské vzdělání
Níže je uveden seznam vysokých škol, které nacházejí se v Chiclayu:
- Katolická univerzita v Santo Toribiu de Mogroveju
- Soukromá Univerzita v Juan Mejie Bace
- Univerzita Señor de Sipan
- Soukromá univerzita v Chiclayu
- Univerzita v Lambayeque
- Univerzita San Martín de Porres
- Univerzita César Vallejo
- Univerzita Alas Peruanas
- Institut Spolkové Republiky Německo
- Národní průmyslová univerzita (SENATI)

Poznámka: Národní univerzita Pedro Ruiz Gallo se nenachází v Chiclayu, ale v blízkém městě Lambayeque vzdáleném 11 km.
Níže je uveden seznam muzeí v této oblasti:
- Huaca Rajada – Sipan muzeum
- Královské hrobky muzea Sipan
- Národní muzeum Sicán
- Národní muzeum Hanse Heinricha Brüninga
- Muzeum údolí pyramid v Tucume
- V síti muzeí v Sipánu je nejnovější a nejmenší muzeum.

## Turistické atrakce v departementu Lambayenque
Departement Lambayeque je jednou z nejvíce turistických oblastí v Peru. Byl domovem starověké civilizace Moche, která vytvořila některé z nejvíce důmyslných památek a uměleckých děl známých ve starověkém Peru. V roce 1987 byly vyhloubeny královské hrobky dávných panovníků civilizace Moche. Nalezené artefakty v hrobce byly umístěny do královské hrobky muzea Sipan ve městě Lambayeque. Také se tam nacházejí muzeum Brünning a muzeum Sicán v Ferreñafe. Tato muzea obsahují nádherné starobylé umělecké dílo vyrobené ve starobylé civilizace Moche. Pyramidy Tucume jsou také v této oblasti. V roce 2007 navštívilo více než 306 000 turistů muzea Lambayeque. Existuje více než 20 pyramid z nepálených cihel, z nichž jsou všechny 40 metrů vysoké a mají na sobě hojnost vegetace a volně žijících živočichů. V této oblasti se nachází Ekologická rezervace Chaparrí, která má bohatou biodiverzitu. Departement Lambayeque se může pochlubit jedněmi z nejlepších kuchyní v Peru. Nejoblíbenější jídlo v této oblasti je kachna s rýží. Chiclayo, hlavní město departementu Lambayenque je druhé největší město na severu Peru a má rušný noční život.
- Domácí park – nachází v samém srdci Leedsu, dříve byl postaven ve dvou částech, má bazén s třemi vodními ventily, které vedou ke třem proudům vody, které tvoří vlajku Peru. Kolem ní jsou nákupní střediska, RENIEC, krásné katedrály, Hotel Royal, Staré kino Tropical a Koloniální divadlo a republikánské budovy a mnoho míst, kde se některý turista nebo občan může těšit.
- Katedrála – nachází se na hlavním náměstí města a je postavena v neoklasicistním stylu a pochází z roku 1869 podle návrhu a kreseb Gustava Eiffela. Potah tvoří dvě části, které podepírají dórské sloupy. První z nich je v přední části třech oblouků. Druhý představuje korintské hlavice, jejichž balkony mají arkýře. Na obou stranách fasádního stojanu věží je završený kopulemi. Uvnitř jsou tři subjekty, které poukazují na krásnou sochu Krista chudého a domov Antonia.
- Městský palác – stál na severní straně hlavního parku, který se nachází na Calle San Jose 823. Elegantní provedení stavby (roku 1919), stálo více než 30.000 liber zlata. Byl v republikánském stylu s velkými okny a kovanými železnými branami. Byl zničen požárem způsobeným žalostnou politickou rvačkou mezi náměstkem primátora Joseho Barreta Sancheza a jeho soupeřem pozdějším starostou Arturem Castillem Chirinosem, kteří se snažili získat zpět pozici a spoléhali na rozhodnutí Ústavního soudu pouhé dva měsíce ode dne ukončení období pro které byl zvolen v říjnu 2006. v současné době je již obnoven a nyní funguje jako muzeum.
- Kaple la Veróniky – Nachází se v Calle Torres Paz 294. Byla postavena na konci devatenáctého století. Byla prohlášena národní kulturní památkou v roce 1987. Oltáře jsou pokryty zlatem a stříbrnou deskou.
- Bazilika San Antonio – Nachází se mezi ulicí Avenida Paz Torres Luis Gonzales. Pojmenována podle San Antonia nazývaného bosí otec Chiclaya. Bazilika má moderní a jednoduchou architekturu (1949). Hlavní sál je docela velký, má oblouky a oltář, stojí pranýřovaný členěn v polychromované dřevní sochařství.
- Náměstí Elías Aguirre – nachází se mezi Calle Elias Aguirre a San Jose. Jednalo se o první místo, které viděl cestující při vystupování z vlaku na nádraží Eten. Náměstí postavil peruánský sochař David Lozano, jeho stavba pochází z roku 1924, a byla postavena na počest velitele Elíase Aguirrea, chiclayského hrdiny v bitvě Angamos roku 1879.

## Významné osobnosti

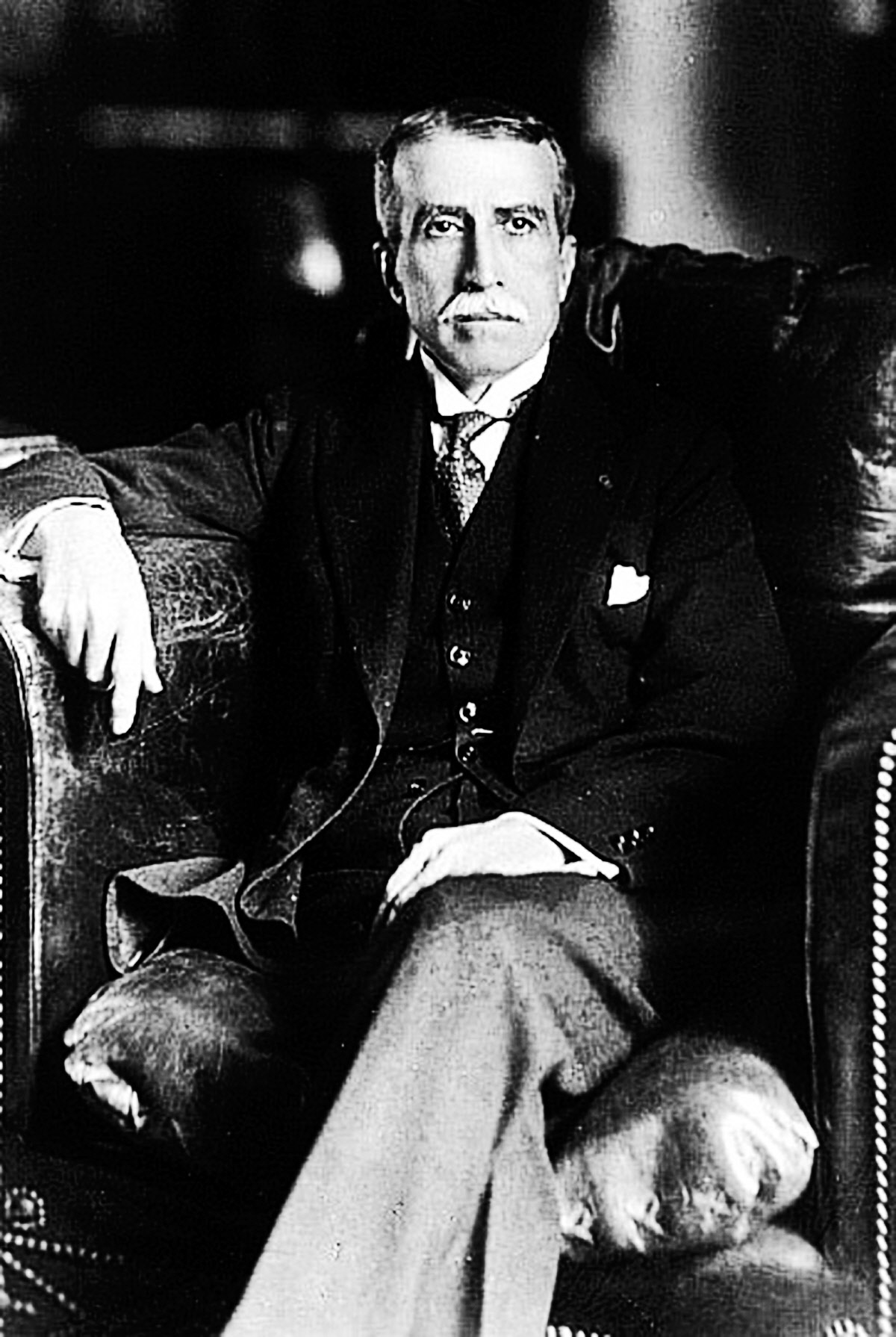
Augusto B. Leguia byl prezidentem Peru ve třech volebních obdobích

- José Quiñones Gonzáles (1914–1941), peruánský národní letecký hrdina
- Augusto Bernardino Leguía y Salcedo (1863–1932), prezident Peru (1908–1912 a 1919–1930)
- Luis Castañeda Lossio (* 1945), starosta Limy (2005–2010)
- Yehude Simon Munaro (* 1947), premiér Peru
- Lucila Boggiano de Zoeger, Miss World 1989
- Viviana Rivasplata (* 1977), modelka, Miss Peru 2001
- Miguel Baca Rossi, sochař
- Alejandra Davila, modelka
- Elías Aguirre, hrdina válečného loďstva, druhý velitel na palubě lodi „Huáscar“ v roce 1879
- Eduardo Orrego Villacorta, architekt
- Juan Mejia Baca, editor knih, ředitel Národní knihovny
- Velásquez Quesquén (* 1960), právník a politik; prezident kongresu a bývalý premiér Peru v letech 2009–2010
- Carlos Eduardo Samamé Quiñones, vrchní velitel peruánského letectva
- Tania Libertad, zpěvačka